# Sommesous
Sommesous là một xã thuộc tỉnh Marne trong vùng Grand Est đông nam nước Pháp. Xã này nằm ở khu vực có độ cao trung bình 168 mét trên mực nước biển.
Dân số năm 1999 là 401 người, diện tích là 37,04 km²
Đây là nơi sinh của nhà chính trị Pháp Pierre Louis Prieur (1756-1827).